# Aeroportul Tekin
Aeroportul Tekin (IATA: TKW, ICAO: AYTN) este un aeroport din Papua Noua Guinee.
Situat la o altitudine de 1.763 m, aeroportul dispune de o singură pistă.